# Félix Dubois
Albert Félix Dubois (Dresde, 16 septembre 1862 - Paris, 1er juin 1945) est un journaliste et explorateur français, célèbre pour ses voyages en Afrique-Occidentale française.

## Biographie

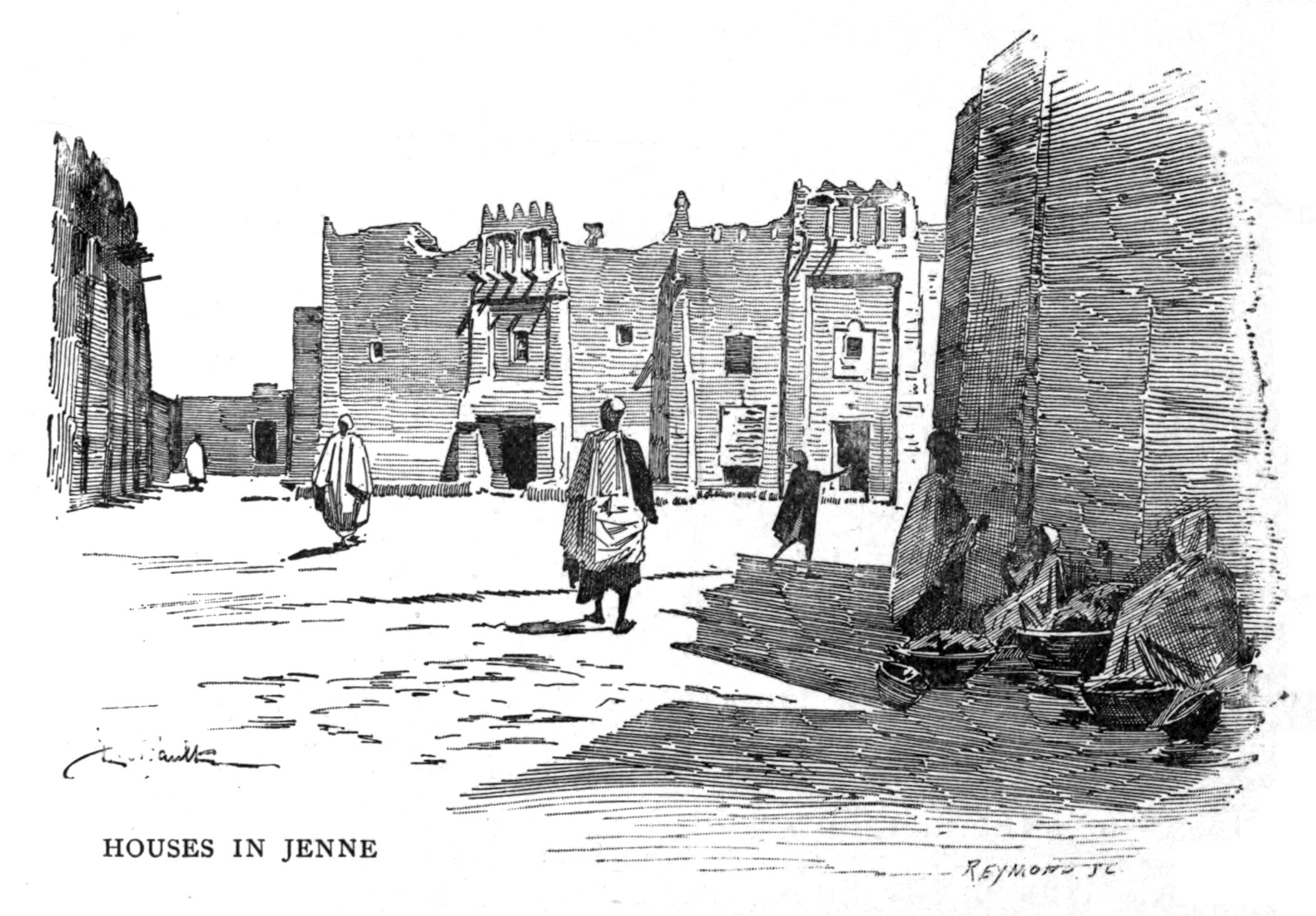
Maisons à Djenné, illustration issue de Tombouctou la mystérieuse de Félix Dubois

Fils du cuisinier Urbain Dubois, il étudie au collège de Melun (1873-1880) puis à l'École de commerce de Paris (1880-1882) avant d'effectuer ses deux années de service militaire à Dreux (1882-1884).
Devenu journaliste, il commence sa carrière comme correspondant européen à Berlin et à Vienne pour plusieurs journaux français (Le Soleil, La France, Le Gaulois, Le Petit Marseillais...) puis est engagé par L'Illustration qui, dès 1890, l'attache comme reporter à la mission Brosselard-Faidherbe. À partir de Benty, il remonte ainsi la Mellacorée, traverse le Fouta Djalon et atteint le Haut-Niger par Timbo.
Il travaille en 1893 pour Le Figaro et effectue un reportage en Palestine, qu'il publie sous le titre Noël en Bethléem. Passé au service du Temps, il est envoyé à Tombouctou (1896) avec Jules Huret après la prise de la ville par Joseph Joffre (12 février 1894) et en constate le déclin. Il accompagne alors à plusieurs reprises les expéditions militaires de Gabriel Marius Cazemajou.

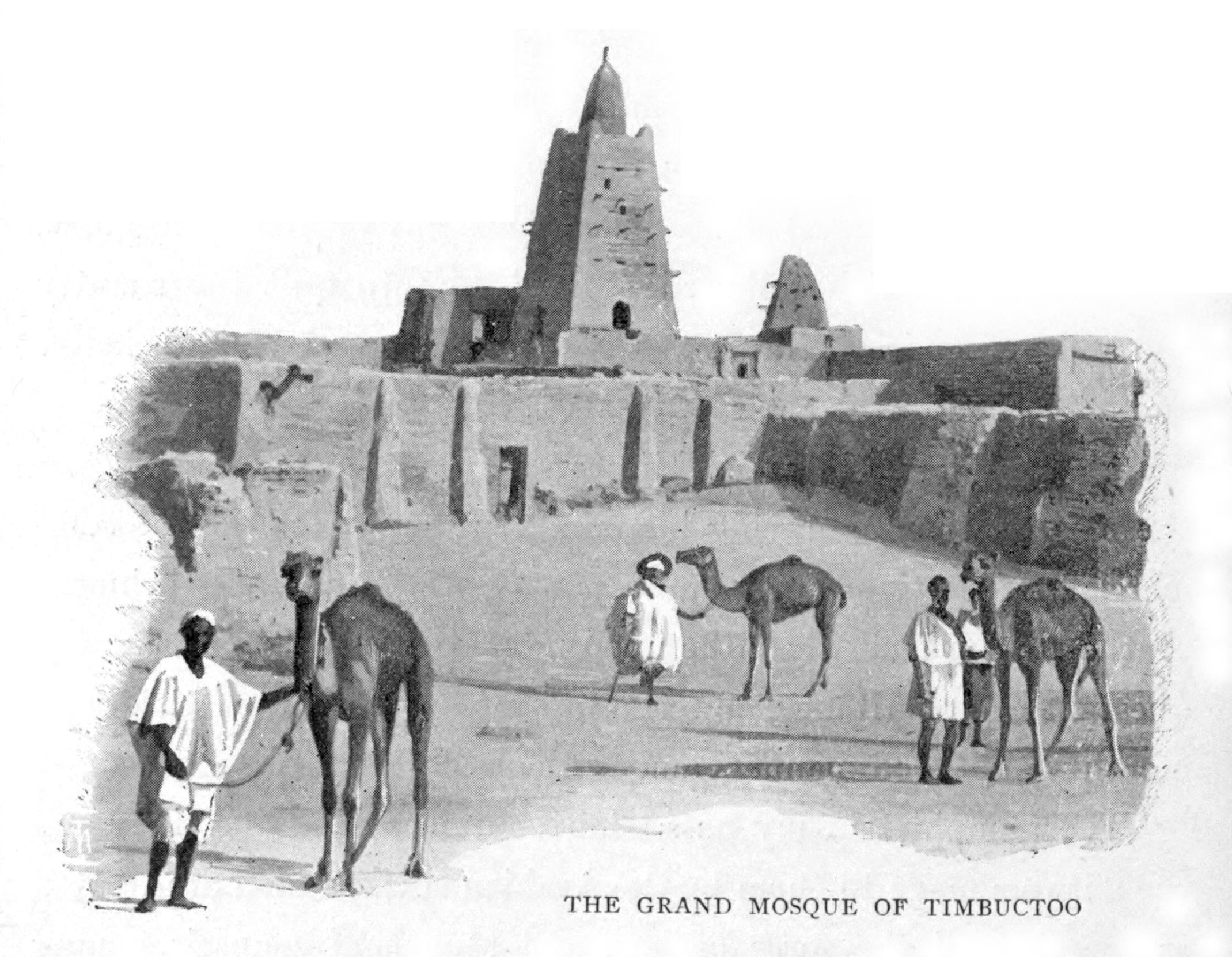
La Grande Mosquée ou mosquée de Djingareyber à Tombouctou, illustration issue de Tombouctou la mystérieuse

En 1898, il obtient un soutien financier pour lancer une entreprise afin d'introduire des wagons motorisés dans le Soudan français à la place de porteurs, la Dubois et Cie. Le premier camion débarque ainsi à Kayes le 16 décembre 1898 lors d'une cérémonie à laquelle assiste Edgard de Trentinian. Devant le soutien du gouverneur, Dubois fonde la société de Soudauto avec 100 000 frs d'apports personnels et un capital total de 1 200 000 frs. Quatre-vingt cinq camions sont prévus pour parcourir la route Toukoto-Bamako.
Lorsqu'il retourne au Soudan avec les premiers véhicules, Dubois rencontre de nombreux problèmes. Trentinian a été démis de ses fonctions, les autorités locales sont hostiles à l'entreprise, le personnel européen et les pilotes chinois s'avèrent incompétents, les routes se sont détériorées et une épidémie de fièvre jaune ravage le pays. Malgré tout, il réussit à déployer cinquante-cinq véhicules et fait le 1er janvier 1900 un voyage symbolique de Kati à Bamako, qui est largement couvert par la presse internationale. Cette entreprise a été la première dans laquelle des camions ont été utilisés pour le transport de marchandises. Les véhicules étaient des De Dietrich à essence, construits à Lunéville.
Malheureusement, la société fait faillite. La propriété de Dubois au Soudan est saisie et il est traîné devant les tribunaux. Il a alors perdu tout son argent, mais a conservé sa réputation. En 1900, il est nommé commissaire spécial pour le Soudan français à l'Exposition universelle.
Dix ans après sa première expédition à Tombouctou, il traverse le Sahara, passe à El Golea, Adrar, In Salah, Tit, Timissao puis Goa et remonte le Niger jusqu'à Kabara avant de pénétrer de nouveau à Tombouctou. Après huit cents kilomètres de navigation à vapeur, il rentre au Sénégal par le chemin de fer de Koulikoro et visite Mopti, Djenné, Ségou et Bamako.
Les relations qu'il tire de son périple se montrent pleines d'optimisme quant à l'avenir de la colonisation.
Le 24 mars 1908, il épouse la fille de Louis Tribert. Ils auront cinq enfants. Avec la dot de sa femme, il lance en janvier 1913 une société avec un capital de 6 millions de roubles d'or pour exploiter les ressources du Kouzbass en Sibérie. Il investit aussi dans les mines de diamant de l'Altaï mais la Révolution de 1917 lui fait perdre ses investissements.
Pendant la Première Guerre mondiale, il travaille au Canada où il s’intéresse aux champs pétroliers de l'Alberta. et y investit jusqu'en 1925, année où il est de nouveau ruiné.
Il perd sa femme en 1933 et meurt à Paris le 1er juin 1945. Il est incinéré lors d'une cérémonie privée au cimetière du Père-Lachaise.

## Travaux
- Félix Dubois (ill. Édouard Riou d'après les documents d'Adrien Marie), La vie au continent noir, France, Hetzel, 1893, 330 p. (lire en ligne).
- Le péril anarchiste, Flammarion, 1894.
- Tombouctou la mystérieuse, Flammarion, 1897.
- Félix Dubois, Notre beau Niger, Paris, Flammarion, 1911, 301 p. (lire en ligne).
- L'Énigme du Sahara, resté inédit.

## Galerie

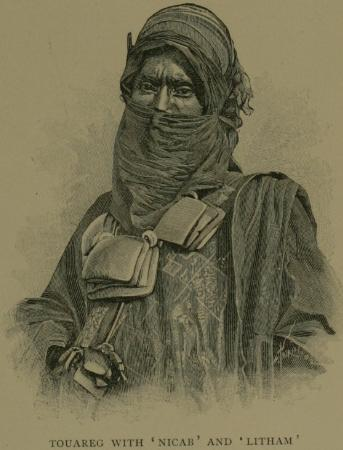
Niqab Touareg, illustration issue de Tombouctou la mystérieuse (1897)
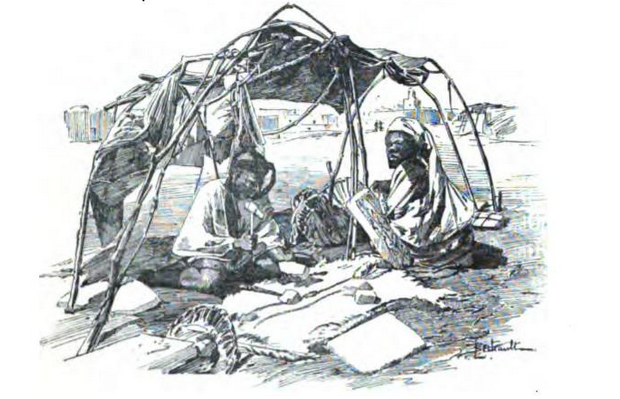
Camp à Tombouctou (1897)
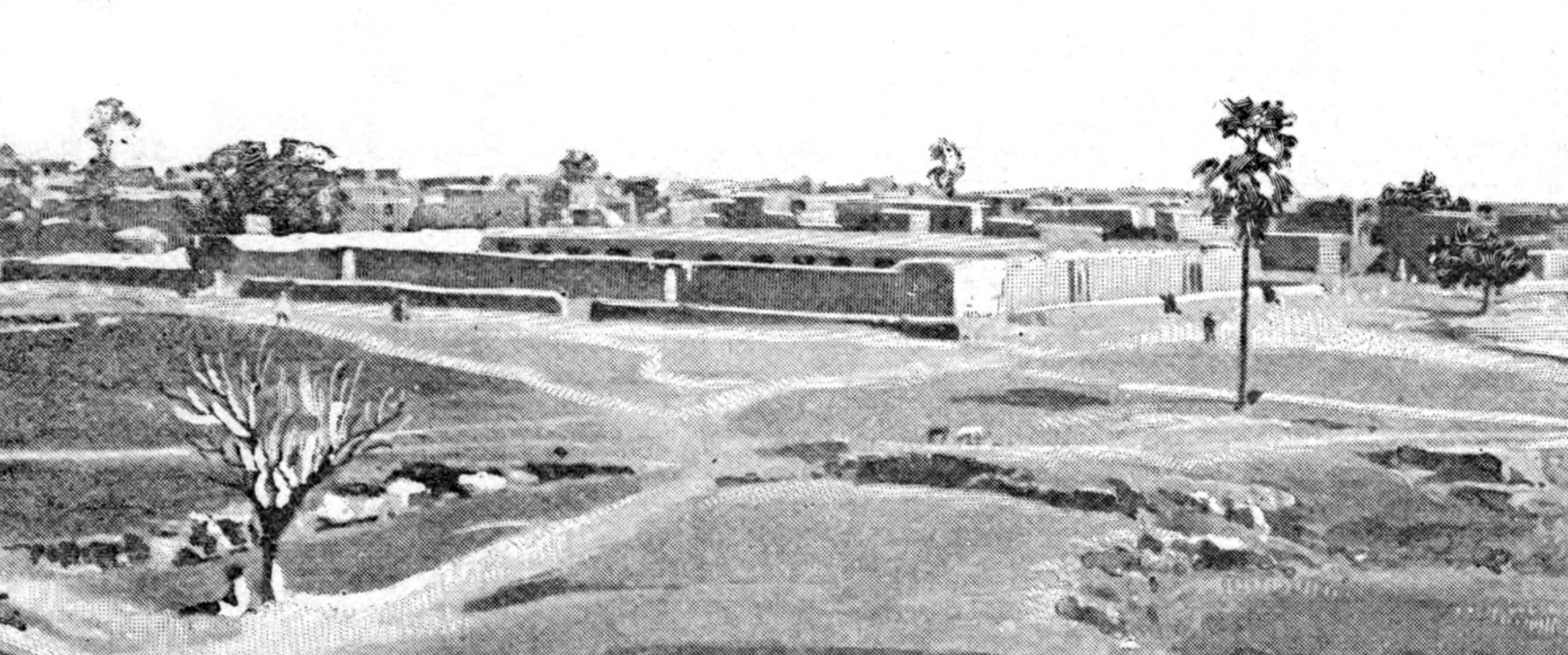
Vue de Tombouctou (1897)
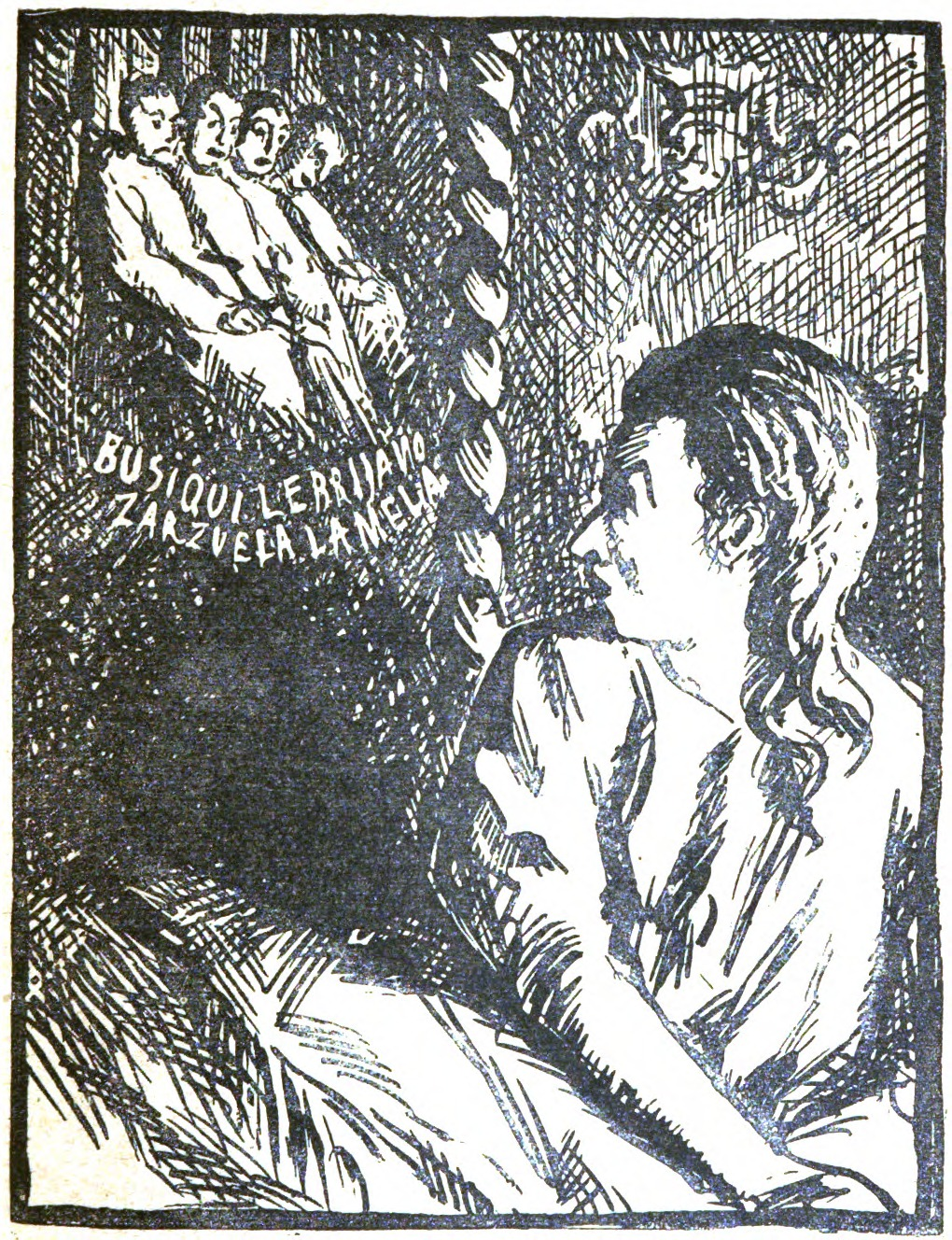
Cauchemar royal (Père Peinard), illustration issue du Péril anarchiste (1894)
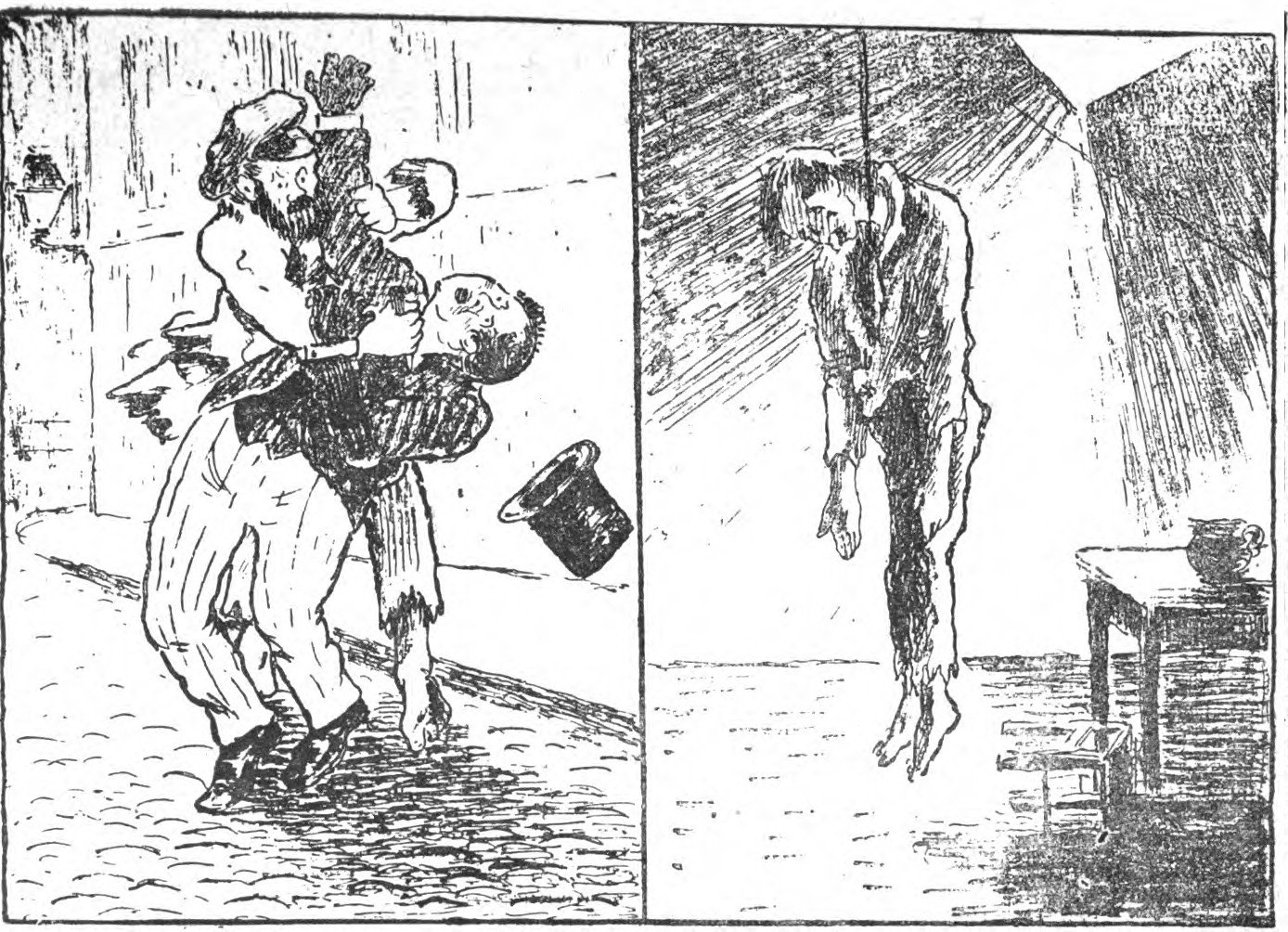
Y a que ça (Père Peinard), illustration issue du Péril anarchiste (1894)